# Andreas von Griechenland

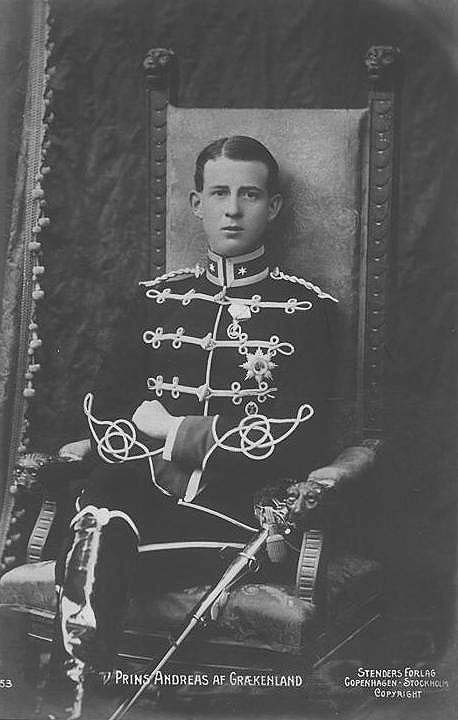
Prinz Andreas von Griechenland und Dänemark

Andreas, Prinz von Griechenland und Dänemark (* 20. Januarjul. / 1. Februar 1882greg. in Athen; † 3. Dezember 1944 in Monte Carlo, Monaco) war ein Mitglied des Hauses Schleswig-Holstein-Sonderburg-Glücksburg, einer Nebenlinie des Hauses Oldenburg, und Großvater von Charles III.

## Leben

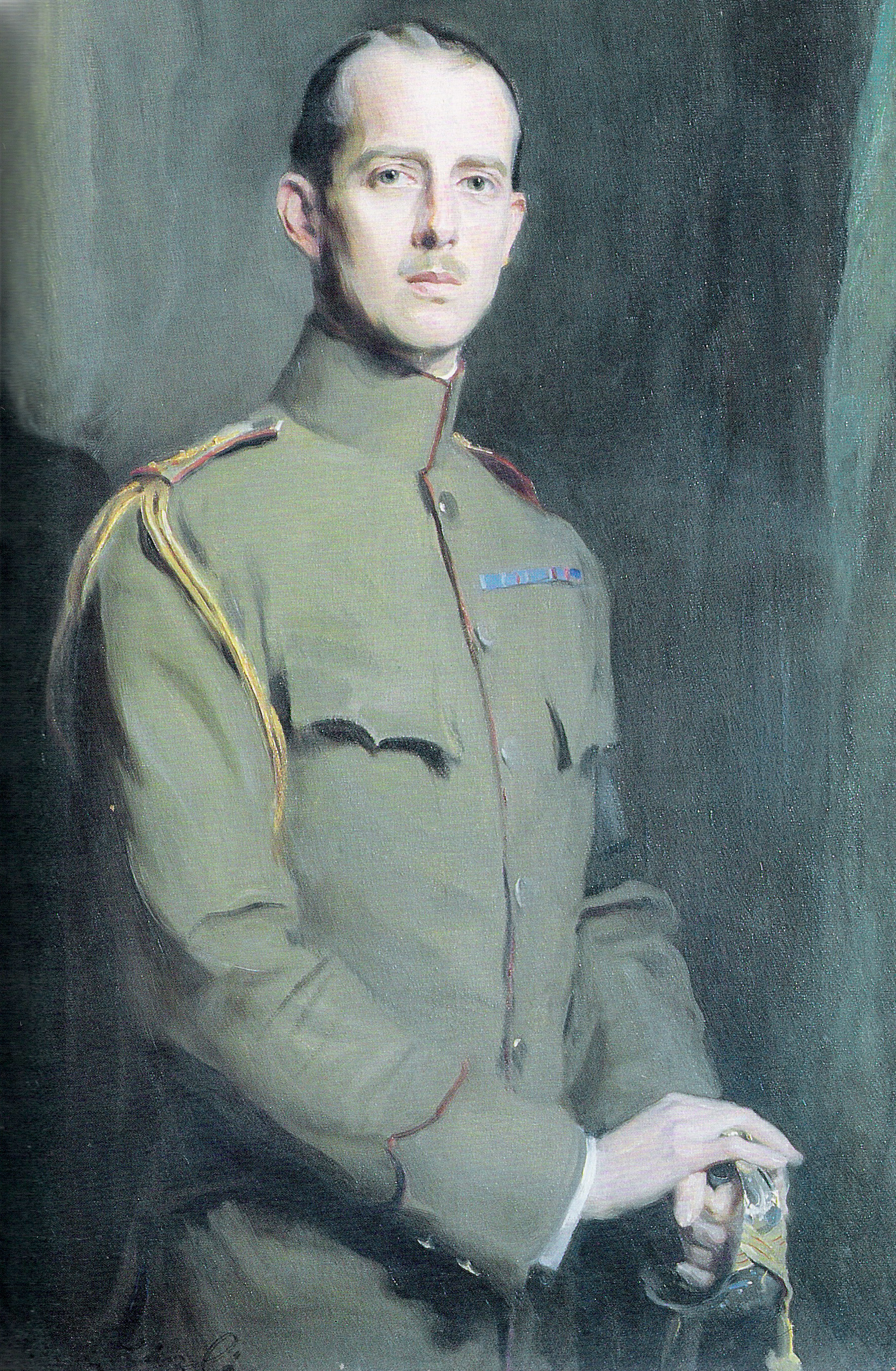
Philip Alexius de László: Prinz Andreas von Griechenland, Öl auf Leinwand, 1913

Prinz Andreas war der vierte Sohn von acht Kindern des griechischen Königs Georg I. (1845–1913) und dessen Ehefrau, der Großfürstin Olga Konstantinowna Romanowa (1851–1926), Tochter des russischen Großfürsten Konstantin Nikolajewitsch Romanow und der Prinzessin Alexandra von Sachsen-Altenburg. Er war ein Urenkel des Zaren Nikolaus I. und Enkel des dänischen Königs Christian IX., des „Schwiegervaters Europas“. Andreas sprach fließend Griechisch, Deutsch, Englisch, Dänisch, Russisch, Französisch und Italienisch. Die Geschwister sprachen untereinander Griechisch, mit den Eltern jedoch Englisch. Er studierte in Deutschland an der Ruprecht-Karls-Universität Heidelberg.
Am 7. Oktober 1903 heiratete Prinz Andreas in Darmstadt Prinzessin Alice von Battenberg (1885–1969), Tochter von Ludwig Alexander von Battenberg (1854–1921) und dessen Gemahlin Viktoria von Hessen-Darmstadt (1863–1950), einer Enkelin Königin Victorias. Die Trauung in Darmstadt fand dreimal statt: zuerst die zivile Trauung im Alten Palais, danach folgte die protestantische Trauung in der Schlosskirche und schließlich die orthodoxe Trauung in der Russischen Kapelle auf der Mathildenhöhe. Zunächst lebte das Paar in Athen und später in der Villa Mon Repos, dem Sommersitz der griechischen Königsfamilie auf der Insel Korfu.
Infolge des verlorenen Griechisch-Türkischen Krieges fand ein Staatsstreich statt. Andreas’ Bruder König Konstantin I. von Griechenland musste abdanken. Prinz Andreas wurde am 2. Dezember 1922 wegen Befehlsverweigerung und Verrats während des Türkei-Feldzugs degradiert und verbannt. Im Gegensatz zu dem mitangeklagten Ministerpräsidenten Dimitrios Gounaris und hohen Offizieren entging Andreas dem Todesurteil wegen massiver Einflussnahme der britischen Krone.
Nach dem Militärputsch ging die Familie gemeinsam ins Exil. Während seine Frau mit den Kindern in Paris blieb, bezog er – den Frauen und dem Alkohol zugeneigt – als Privatier in Monaco eine Wohnung mit seiner langjährigen Geliebten, der französischen Schauspielerin Andrée Lafayette (alias Andrée Gräfin de La Bigne). In den 1930er Jahren zeigten sich bei seiner Frau Anzeichen von Schizophrenie, sie lebte in einer Traumwelt. Schließlich wurde sie auf Druck seines Schwagers, Louis Mountbatten, in eine psychiatrische Klinik in der Schweiz eingewiesen, da sie nicht mehr in der Lage war, zwischen Realität und Schein zu unterscheiden.

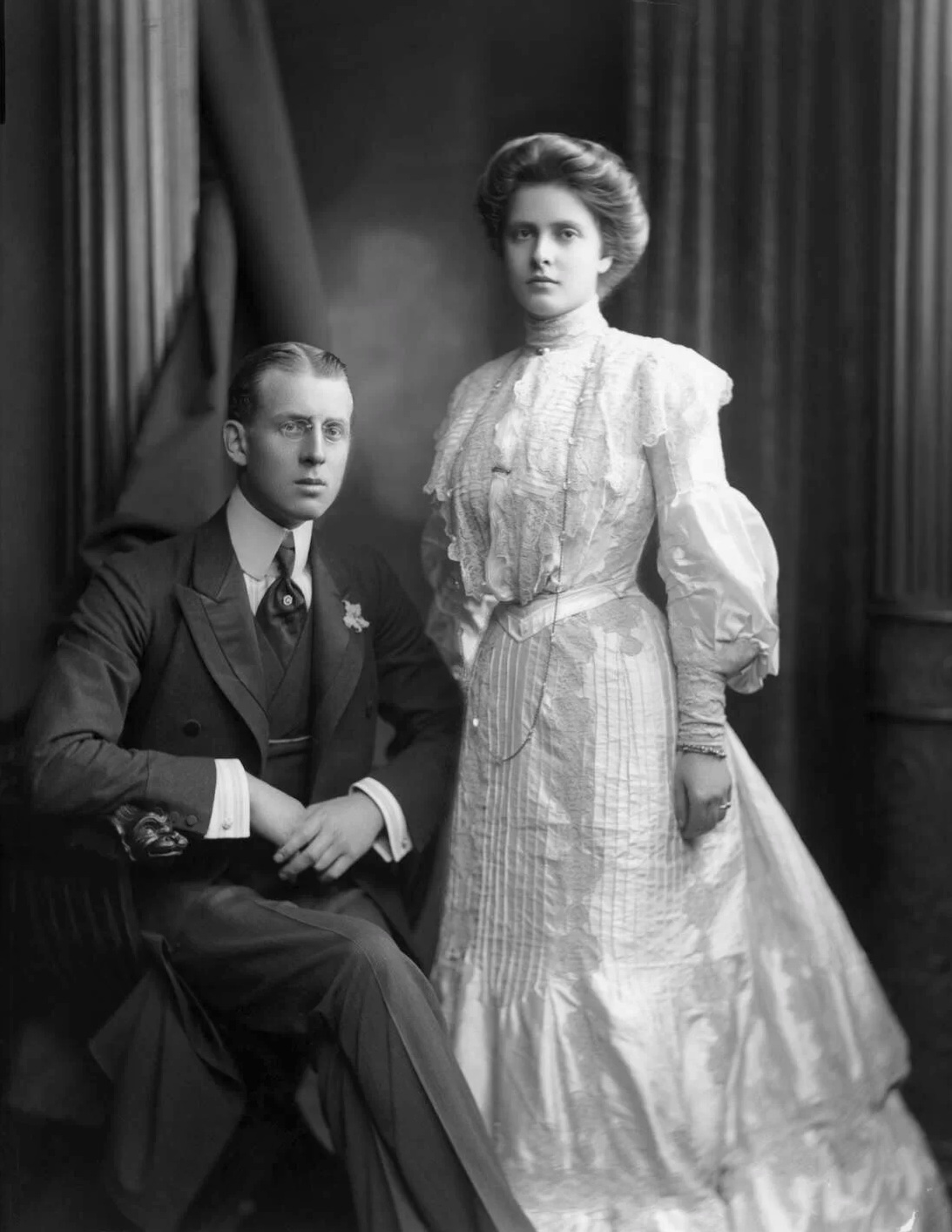
Prinz Andreas von Griechenland mit seiner Frau Alice im Jahr 1903

Prinz Andreas starb 1944 an den Folgen eines Herzinfarkts und wurde auf dem Königlichen Friedhof von Tatoi bestattet.

## Nachkommen
Aus der Ehe mit Prinzessin Alice von Battenberg gingen fünf Kinder hervor:
- Margarita (1905–1981) ⚭ 1931 Gottfried Prinz zu Hohenlohe-Langenburg;
- Theodora (1906–1969) ⚭ 1931 Berthold Markgraf von Baden;
- Cecilia (1911–1937) ⚭ 1931 Georg Donatus von Hessen-Darmstadt (1906–1937), beide starben gemeinsam durch Flugunfall;
- Sophie (1914–2001), ⚭ (1) 1930 Christoph Prinz von Hessen (1901–1943, Militärflugzeugabsturz in Italien), ⚭ (2) 1946 Georg Wilhelm Prinz von Hannover (1915–2006);
- Philip (1921–2021) ⚭ 1947 Elisabeth II. (1926–2022), Königin von Großbritannien und Nordirland.